# 福島県立田村高等学校
福島県立田村高等学校（ふくしまけんりつたむらこうとうがっこう）は、福島県田村郡三春町にある県立高等学校。通称「田高（でんこう）」。

## 概要
1923年（大正12年）に開校した「福島県立田村中学校」（旧制中学校）を前身とする。
1948年（昭和23年）の学制改革の際に、福島県三春高等女学校と統合され、新制高等学校となった。
戦後のベビーブームと高度経済成長が続く中で、1960年代から1990年代には高校進学率も95％以上と大きく飛躍、大学進学率(短大含む)も26％前後と戦後の詰込み教育が熾烈化していった。
この頃の田村高校は、田村地域や郡山市方面から、成績優秀な生徒が進学先として選ばれる県内有数の伝統進学高校として、有名国公立・私立大学に多数の合格者を輩出して行った。
しかし、1977年[昭和52年]に郡山市内の伝統校安積高校(当時は男子校)、安積女子高(現在の安積黎明高校　現在は共学)に次ぐ、第二の進学高校をの掛け声で、郡山高校が誕生した。
以降、政治的な働きもあり急激に嘗ての学力層の生徒が郡山市内の高校に進学する状況となった。学生の都市部志向も重なり、長らく学力面では大きく低迷するも、1991年（平成3年）には福島県内の公立高校では唯一の体育科が設置された。
その他、県内各地から通学出来ない体育科生徒の為に男子寮がある。数多くの部活動で優れた成績を残しているが、特に陸上競技部の強豪校として知られている。
全国高等学校駅伝競走大会で女子の部で優勝(1998年度)、男子の部で2位(1995年度)の好成績を残した。
設置課程・学科
全日制課程 2学科
- 普通科
- 体育科

校訓
「進取・自律・友愛」- 1992年（平成4年）に創立70周年を記念して制定された。
校章
新制高等学校が発足した1948年（昭和23年）に制定。校名の「田」の字を図案化したものを背景にして、中央に「高」の文字を置いている。デザインは旧制中学校第1回卒業生の春山新三によるもの。
校歌
校章同様、新制高等学校が発足した1948年（昭和23年）に制定。作詞は天野多津雄、作曲は岡山直による。歌詞は2番まであり、両番に校名の「田村」が登場する。

## 沿革
旧制中学校（男子校）時代
- 1923年（大正12年）
  - 2月28日 - 「福島県立田村中学校」の設立が認可される。
    - 入学資格を高等小学校卒業程度の12歳以上の男子、修業年限を5年（現在の中学1年から高校2年に相当）とする。

  - 3月 - 1学年の定員を100名（2学級）として募集を開始。
  - 4月1日 - 木造2階建ての校舎が完成。
  - 4月15日 - 開校式と入学式を挙行。この日を学校創立記念日と定める。
  - 12月 - 控室・武道場・講堂・寄宿舎等が完成。
- 1928年（昭和3年）- 第1回卒業式を挙行。
- 1941年（昭和16年）4月1日 - 国民学校令の施行により、入学資格を国民学校高等科修了程度の12歳以上の男子とする。
- 1942年（昭和17年）4月1日 - 1学年の定員を増やし、150名（3学級）とする。
- 1943年（昭和18年）4月1日 - 中等学校令の施行により、この時の入学生から修業年限が4年（現在の中学1年から高校2年に相当）となる。
- 1944年（昭和19年）8月 - 学徒動員が開始。
- 1945年（昭和20年）
  - 3月 - 4年生（1941年（昭和16年）入学生）と5年生（1940年（昭和15年）入学生）の合同卒業式を挙行。
    - 教育ニ関スル戦時非常措置方策により、1943年（昭和18年）4月の中等学校令施行以前の入学生にも修業年限4年が適用されることになったため。

  - 4月 - 1学年の募集定員を200名（4学級）に増員。学校での授業は停止。ただし勤労動員は継続。
  - 5月 - 校舎の一部を日本軍、日立工場に提供。
  - 9月 - 終戦により、学校での授業を再開。
- 1946年（昭和21年）4月1日 - 修業年限を5年とする（ただし4年修了時点で卒業することもできた）。
- 1947年（昭和22年）4月1日 - 学制改革（六・三制の実施）が行われる。
  - 生徒募集を停止。
  - 新制中学校を併設し（以下・併設中学校）、旧制中学校1・2年修了者を新制中学校2・3年生として収容。
  - 併設中学校は経過措置としてあくまで暫定的に設置されたため、新たな生徒募集は行われず、在校生が2・3年生のみの中学校であった。
  - 旧制中学校3・4年修了者はそのまま在籍し、4・5年生となった（ただし4年修了時点で卒業することもできた）。
- 1948年（昭和23年）3月31日 - 旧制中学校が廃止される。

高等女学校時代
- 1920年（大正9年）
  - 4月17日 - 文部省により、田村郡三春町に「三春実科高等女学校」（三春町立）の設立が認可される。修業年限を4年とする。
  - 5月3日 - 開校。高等小学校補習科の修了者を4年生、高等小学校2年修了者を3年生、高等小学校1年修了者を2年生として収容。
    - 普通教室を2部屋・裁縫室を2部屋設置。当初の職員数は9名。
- 1921年（大正10年）3月 - 第1同卒業式を挙行。
- 1935年（昭和10年）5月29日 - 校舎の増改築工事が完了し、移転。
- 1940年（昭和15年）4月1日 - 定員を400名とする。
- 1943年（昭和18年）4月1日 - 中等学校令の施行により、「福島県三春高等女学校」（三春町立）と改称。
- 1944年（昭和19年）8月 - 学徒動員が開始。
- 1945年（昭和20年）
  - 6月 - 校舎の大半を疎開工場東京理化に提供。
  - 9月 - 終戦により、学校での授業を再開。
- 1946年（昭和21年）4月1日 - 修業年限を5年とする（ただし4年修了時点で卒業することもできた）。
- 1947年（昭和22年）
  - 2月22日 - 校舎が焼失。
  - 4月1日 - 学制改革（六・三制の実施）が行われる。
    - 生徒募集を停止。
    - 新制中学校を併設し（以下・併設中学校）、高等女学校1・2年修了者を新制中学校2・3年生として収容。
    - 併設中学校は経過措置としてあくまで暫定的に設置されたため、新たな生徒募集は行われず、在校生が2・3年生のみの中学校であった。
    - 高等女学校3・4年修了者はそのまま在籍し、4・5年生となった（ただし4年修了時点で卒業することもできた）。
- 1948年（昭和23年）3月31日 - 高等女学校が廃止される。

新制高等学校
- 1948年（昭和23年）
  - 4月1日 - 福島県立田村中学校と福島県三春高等女学校が統合され、新制高等学校「福島県立田村高等学校」が発足。
    - 通常制普通課程（全日制課程普通科）を設置。修業年限を3年とする。
    - 当初は男子と女子が別学級で学習する形態であり、完全な男女共学ではなかった。
    - 旧制中学校・高等女学校卒業生（希望者）を新制高校3年生、旧制中学校・高等女学校4年修了者を新制高校2年生、併設中学校卒業生（3年修了者）を新制高校1年生として収容。
    - 併設中学校を継承し（名称:福島県立田村高等学校併設中学校）、在校生が1946年（昭和21年）に旧制中学校・高等女学校へ最後に入学した3年生のみとなる。
    - 校章を制定。

  - 4月28日 - 定時制通常課程（定時制課程普通科）を設置。65名が入学。修業年限を4年とする。
  - 7月30日 - 御舘分校を設置。
  - 12月31日 - 芦沢季節学級（冬季のみ）を開設。
- 1949年（昭和24年）3月 - 新制高等学校（通常制普通課程）第1回卒業式を挙行。併設中学校を廃止。
- 1950年（昭和25年）1月1日 - 逢隈季節学級（冬季のみ）を開設。
- 1951年（昭和26年）
  - 4月1日 - 福島県立船引高等学校（定時制）[1]を統合し、船引農業部とする。
  - 9月15日 - 図書館を改造。
  - 11月2日 - 校歌を制定。
- 1952年（昭和27年）3月 - 定時制第1回卒業式を挙行。
- 1953年（昭和28年）
  - 4月1日 - 船引農業部に普通課程、家庭課程を設置し、船引第二部と改称。
  - 5月25日 - 短期課程（修業年限2年）七郷分室を設置。
  - 12月5日 - 御舘分校に季節学級（冬季のみ）を開設。
- 1954年（昭和29年）12月16日 - 宮城に季節学級を開設。
- 1955年（昭和30年）12月1日 - 西向と中山に季節学級を開設。
- 1957年（昭和32年）6月 - 女子の制服を制定。
- 1959年（昭和34年）12月1日 - 高野季節学級を開設。
- 1960年（昭和35年）
  - 4月1日 - 船引第二部が分離し、福島県立船引高等学校として独立。七郷分室を船引高等学校に移管。
  - 6月20日 - 図書館が完成。
- 1965年（昭和40年）7月19日 - 体育館が完成。
- 1967年（昭和42年）4月1日 - 御舘分校を福島県立安積高等学校に移管。
- 1968年（昭和43年）3月25日 - 新校舎（第一期工事）が完成。
- 1969年（昭和44年）
  - 2月28日 - 新校舎（第二期工事）が完成。
  - 3月15日 - 校舎北側に校庭を拡張。
- 1970年（昭和45年）
  - 2月19日 - 新校舎（第三期工事）が完成。
  - 3月10日 - 図書室を移転。
- 1971年（昭和46年）
  - 1月9日 - 格技場が完成。
  - 9月30日 - プールを新設。
- 1976年（昭和51年）4月1日 - 教育活動後援組織「松径会」を設立。
- 1978年（昭和53年）11月27日 - 合宿所「松径会館」が完成。
- 1990年（平成2年）3月 - 推薦入学を導入。
- 1991年（平成3年）
  - 3月20日 - 新体育館が完成。旧体育館を東体育館とする。
  - 12月19日 - アーチェリー射撃場が完成。
- 1992年（平成4年）
  - 4月1日 - 体育科（1学級）を新設。
  - 10月3日 - 創立70周年を記念して校訓と新制服を制定。
- 1993年（平成5年）3月20日 - トレーニングルームと部室を新設。
- 1994年（平成6年）3月10 日 - 体育科寮「八島台寮」が完成。
- 1996年（平成8年）11月20日 - 全天候型グラウンド整備工事が完了。
- 1999年（平成11年）11月8日 - グラウンドに照明設備を設置。
- 2003年（平成15年）1月28日 - 初めてⅠ期選抜入試（自己推薦型入試）を導入。
- 2006年（平成18年）4月1日 - 住所表記を「福島県田村郡三春町字持合畑88番地1」とする。
- 2009年（平成21年）10月26日 - NHK総合テレビのバラエティ番組『鶴瓶の家族に乾杯』で、徳光和夫が訪問した様子が放送される。
  - ウエイトリフティング部、女子バレーボール部、合唱部の活動を見て回った。
- 2011年（平成23年）
  - 3月11日 - 新制服を制定。東日本大震災の発生により被災。
  - 3月12日 - 新体育館に避難所が設置される。（同月25日まで）
- 2023年（令和5年）4月1日 - 当年度入学生から体育科をスポーツ科に名称変更。

## 部活動
運動部
太字の運動部は強化指定種目を表す。
- 陸上競技部 - 1998年度（平成10年度）全国高等学校駅伝競走大会女子の部で初優勝。
- 硬式野球部
- バスケットボール部
- 柔道部
- ソフトテニス部
- バレーボール部（女子）
- ウエイトリフティング部
- 弓道部
- 卓球部
- テニス部
- ボート部
- アーチェリー部

文化部
- 華道部
- 美術部
- 写真部
- 演劇部
- 理科部
- 合唱部
- 吹奏楽部
- ギター愛好会

## 交通
- JR東日本磐越東線「三春駅」より徒歩20分。

## 著名な出身者
政界
- 伊藤寛- 元三春町長
- 冨塚宥暻 - 元田村市長
- 白石高司 - 田村市長

スポーツ界
- 田部井淳子 - 登山家
- 村上康則 - 陸上選手（2006年箱根駅伝4区区間賞・2010年日本陸上競技選手権1500m優勝)
- 鈴木隆 - 元プロ野球選手
- 村上真哉 - 元プロ野球選手
- 矢部祐一 - 元プロ野球選手
- 佐久間拓斗 - プロ野球選手
- 橋本勝也 - 車いすラグビー選手

学界、芸術
- 小泉武夫 - 元東京農業大学教授
- 鎌田正蔵 - 日本の洋画家
- 佐藤みゆき - 女優

## 関連DVD
- 『長距離走 VOL.7「福島県立田村高等学校陸上競技部」』（下重庄三（田村高校陸上部監督）（監修）、ソーケン･ネットワーク、DVD